# Urupski
Urupski - Урупский (rus) és un possiólok del krai de Krasnodar, a Rússia. Es troba a la vall del riu Urup, afluent del Kuban, a 8 km al nord-est d'Otràdnaia i a 215 km al sud-est de Krasnodar. Pertany al poble de Blagodàrnoie.